# San Pedro, Misiones
San Pedro är en kommunhuvudort i Argentina.   Den ligger i provinsen Misiones, i den nordöstra delen av landet, 1 000 km norr om huvudstaden Buenos Aires. San Pedro ligger 554 meter över havet och antalet invånare är 23 736.
Terrängen runt San Pedro är platt åt sydost, men åt nordväst är den kuperad. Närmaste större samhälle är San Vicente, 2,5 km väster om San Pedro.
I omgivningarna runt San Pedro växer i huvudsak städsegrön lövskog. Runt San Pedro är det mycket glesbefolkat, med 7 invånare per kvadratkilometer.